# Comuna Dolna Mitropolia, Plevna
Obștina Dolna Mitropolia (comuna Dolna Mitropolia) este o unitate administrativă în regiunea Plevna din Bulgaria. Cuprinde un număr de 16 localități. Reședința sa este orașul Dolna Mitropolia.

## Demografie
Componența etnică a comunei Dolna Mitropolia
     Turci (2,23%)
     Romi (5,21%)
     Bulgari (75,32%)
     Nicio identificare (17,03%)
     Altele (0,18%)
La recensământul din 2011, populația comunei Dolna Mitropolia era de 20.064 locuitori. Din punct de vedere etnic, majoritatea locuitorilor (75,32%) erau bulgari, existând și minorități de romi (5,21%) și turci (2,23%). Pentru 17,03% din locuitori nu este cunoscută apartenența etnică.